# Cybaeus okafujii
Espèce
Cybaeus okafujii est une espèce d'araignées aranéomorphes de la famille des Cybaeidae.

## Distribution
Cette espèce est endémique du Japon. Elle se rencontre sur Honshū dans les préfectures de Yamaguchi, d'Hiroshima et de Shimane et sur Kyūshū dans la préfecture de Fukuoka.

## Publication originale
- Yaginuma, 1963 : Spiders from limestone caves of Akiyoshi Plateau. Bulletin of the Akiyoshi-dai Science Museum, vol. 2, p. 49-62.